# Rhinogobius multimaculatus
Rhinogobius multimaculatus és una espècie de peix de la família dels gòbids i de l'ordre dels perciformes.

## Morfologia
- Els mascles poden assolir 4,8 cm de longitud total.
- Nombre de vèrtebres: 29.[4][5]

## Hàbitat
És un peix d'aigua dolça i de clima temperat.

## Distribució geogràfica
Es troba a Àsia: la Xina.

## Observacions
És inofensiu per als humans.